# لهجة جنوب العراق
لهجة جنوب العراق هي لهجة من اللهجة العراقيه المستخدمة في جنوب العراق ( البصرة وميسان وذي قار وواسط ). تُعرف أيضًا باسم اللهجة الجنوبية. تختلف هذه اللهجة بشكل واضح عن اللهجات الأخرى في العراق. لها تأثير آرامي قوي.  الميزة الأكثر وضوحًا للغة العربية في جنوب العراق هي نطق الأصوات / g / و/ tʃ / و/ / و/ p / . 